# حسو بلیل
حسو بلیل (به انگلیسی: Hasoo Balel) یک شهر در پاکستان است که در پنجاب واقع شده‌است.